# Secret Love (1916)
Secret Love is een Amerikaanse dramafilm uit 1916 onder regie van Robert Z. Leonard.

## Verhaal
Joan is de dochter van de Engelse mijneigenaar Don Lowrie. Ze wordt verliefd op Fergus Derrick, een nieuwe mijningenieur die de arbeidsomstandigheden van de kompels wil verbeteren. Zijn maatschappelijke gedrevenheid is Don al gauw een doorn in het oog. Hij wil Fergus laten vermoorden, maar hij wordt ternauwernood gered door Joan. Vervolgens wordt Don gedood door een slecht behandelde werknemer. Na diens dood worden de arbeidsomstandigheden in de mijn verbeterd en Joan en Fergus kunnen trouwen.

## Rolverdeling
| Acteur           | Personage      |
| ---------------- | -------------- |
| Jack Curtis      | Don Lowrie     |
| Helen Ware       | Joan Lowrie    |
| Dixie Carr       | Liz            |
| Harry Carey      | Fergus Derrick |
| Harry Carter     | Ralph Lonsdale |
| Marc Ribbons     | Rector         |
| Harry Southard   | Paul Grace     |
| Warren Ellsworth | Mijnopzichter  |
| Ellen Hall       | Arnice         |
| Willis Marks     | Craddock       |
| Lule Warrenton   | Moeder         |